# Nihilisme
Nihilisme (af latin nihil, intet) er et synspunkt, der benægter eksistensen af et objektivt grundlag for erkendelse, moral eller samfundsorden. Udtrykket bruges også polemisk om kritikere af religion eller den politiske orden (anarkisme). I daglig tale betegner nihilisme benægtelsen af en positiv tilgang. Nihilismen indeholder en absolut forrang af individet, der udelukkende følger sine egne indskydelser og ønsker, og for hvem alt er tilladt. Går det nihilistiske synspunkt så langt, at der tvivles på individet selv, mister selv disse indskydelser og ønsker enhver betydning. Som følge heraf forkastes det, at den menneskelige tilværelse skulle have mening, formål eller essentiel værdi.

## Etymologi
1733 brugte den tyske filosof Friedrich Lebrecht Goetz ordet Neinismus (nejismme) hhv. nihilisme som litterær term. Nogen år senere forsøgte den teosofiske mystiker Obereit, at underminere Immanuel Kants hypostasering af subjektet som erkendelsesteori med en spekulativ metode, som han i 1787 benævnte nihilisme. Hos Obereit betegner nihilisme en metodisk ødelæggelse af al naturlig viden om verden, således at det eneste tilbageblivende er bevidsthed uden indhold. Begrebet blev første gang brugt om "absolutering af negationen" i en filosofisk betydning i et brev fra Friedrich Heinrich Jacobi til Johann Gottlieb Fichte fra 1799, hvori Jacobi kritiserer Fichtes filosofi.
Senere brugtes termen mest polemisk, især op til Martsrevolutionen, hvor unghegelianerne på grund af deres ateisme ofte blev betegnet som nihilister. F.eks. Karl Rosenkranz fordømte Max Stirners bog Der Einzige und sein Eigentum (Den ene og hans ejendom.) som toppen af den ensidigt subjektive tendens, og kaldte den "Nihilisme af al etisk ånd".
1862 betegnede den russiske digter Ivan Turgenjev i sin roman Fædre og sønner tilhængerne af socialrevolutionære ideer som nihilister, hvilket han mente negativt. Efterfølgende fik begrebet bred offentlig opmærksomhed og enkelte russiske anarkister kaldte sig nu nihilister.
Fra 1880erne udbreder Nietzsche i stor grad begrebet, idet det er et hovedtema i hans meget læste bøger.

## Filosofi
I filosofien betegner nihilisme forskellige synspunkter, der benægter det værdimæssige grundlag for et specifikt område, f.eks. moralsk nihilisme mht. moral, æstetisk nihilisme mht. æstetik eller metafysisk nihilisme mht. hele verden. I moderne filosofi bruges termen ikke meget, idet begrebet er blevet meget flertydigt og negativt ladet. Oftest bruges betegnelsen nihilismen i en eksistentialistisk kontekst, hvor det benægtes at livet og universet skulle have et objektivt formål eller værdi, og så længe man er til i et meningsløst univers, må man finde sin egen mening med tilværelsen, men betegnelsen bruges også om mere specifikke synspunkter, om f.eks. moral, metafysik eller politik
Hvad der typisk er blevet benægtet er værdien af:
- Meningen med livet hhv. eksistensens mening
- At historien har en mening
- Erkendelsens mulighed
- Moral hhv. moralske værdier
- Politiske værdier
- Eksistensen af overnaturlige væsener
- Hele verdens mening
- Meningen med alt i det hele taget (radikal nihilisme)

### Eksistentialistisk nihilisme
Eksistentialistisk nihilisme er det synspunkt, at livet ikke har nogen objektivt betydning eller værdi, og kun de fysiske love bidrager til vores eksistens. Derfor benægtes det, at den menneskelige eksistens skulle have værdi eller formål. Dette kan kombineres med et synspunkt, at så længe man er til, må man skabe sin egen mening med tilværelsen. Synspunktet findes f.eks. hos Jean-Paul Sartre og Albert Camus.

### Moralsk nihilisme
Moralsk nihilisme (eller etisk nihilisme), er den metaetiske opfattelse, at moral ikke besidder nogen objektiv virkelighed, og derfor er ingen handling rigtig eller forkert. Moralske nihilister accepterer måske objektiviteten af naturvidenskaben, men forkaster, at moral og etik skulle være noget objektivt givet. En moralsk nihilist vil mene at f.eks. den som dræber et andet menneske, uanset grunden til drabet, hverken gør noget rigtigt eller forkert. Nogle moralske nihilister mener at moral i virkeligheden ikke eksisterer, og blot en menneskeskabt ting. Således kan nihilismen blive til amoral, eksempelvis for de Sade.

### Politisk nihilisme
Politisk nihilisme afviser nødvendigheden af basale sociale og politiske strukturer, f.eks. regering, familie og love. Leo Strauss har skrevet en indflydelsesrig analyse af politisk nihilisme.
Inden for litteratur knyttede den russiske forfatter Ivan Turgenjev (1818-1883) i romanen Fædre og sønner (1862) begrebet til en gruppe unge, russiske radikale, der stod for et politisk program, der på visse punkter mindede om anarkisme. De delte dog ikke anarkismens fulde afvisning af, at staten kunne spille en positiv rolle. Ideen bag den politiske, eller russiske nihilisme var at nedbryde samfundet og de eksisterende værdier, for at skabe et mere frit samfund.

### Metafysisk nihilisme
Metafysisk nihilisme er det synspunkt, at verden som sådan, inklusive alt i den, ingen værdi har. Forfatteren H. P. Lovecraft skildres ofte som metafysisk nihilist, idet han beskriver et univers domineret af meningsløse onde guder, og om sin litteratur siger "at menneskelige love, interesser og følelser er absolut uden betydning og validitet i det vældige kosmos." 

### Radikal nihilisme
Radikal nihilisme er på den ene side troen på, at der i sidste instans ikke er givet noget fundament for viden, etik og ret. Og på den anden side bevidstheden om at ikke engang fraværet af fundament, kan tjene som udgangspunkt for (forkastelse af) viden, etik og ret. Radikal nihilisme, vender sig i lyset af manglen på universelle, objektive og ahistoriske givetheder, mod de historisk og kulturelt overleverede muligheder for erkendelse og moralsk / politisk handling, velvidende at det sande og det gode er kontingente fænomener der i sidste instans bygger på tro.

### Vigtige filosoffer
Enkelte filosoffer har i særlig grad beskæftiget sig med nihilismen.

#### Friedrich Nietzsche
Som student var Nietzsche begejstret for Ludwig Feuerbach og tiden op til Martsrevolutionen, men vendte sig i efteråret 1865, væk herfra og til Schopenhauers filosofi, fordi han før var blevet konfronteret med Stirners nihilisme. Friedrich Nietzsche („Intet“ er det sidste ord i Arthur Schopenhauers hovedværk Verden som vilje og forestilling.) henviste under sin brug af ordet til Turgenjev, i forbindelse med de "russiske nihilister, og han mente hermed tabet af værdi af de øverste og meningsgivende normer i et samfund. I Nietzsches bog Hinsides godt og ondt optræder en "kvindelig russisk nihilist", der taler om en pessimisme, der ikke blot siger nej, men snarere "gør" nej."
For Nietzsche er nihilismen den overbevisning, at der ikke findes nogle absolutte sandheder og værdier. Heraf udstrømmer en tro på den absolutte værdiløshed og meningsløshed. Han betragter nihilismen som et resultat af en historisk proces, der er foregået fra oldtidens Grækenland til kristendommen. Tabet af gudstro fører til en destruktion af verdensopfattelsen og dermed entwertung aller bisherigen Werte, at alle hidtidige værdier mister deres værdi. Kants filosofi indledte religionens og den metafysiske tros endeligt, hvilket betyder at også naturvidenskaben mister sit fundament, og at der ikke mere findes nogen absolut sandhed, eller nogen målestok for moralen. Alligevel ville nihilismen i sin fuldkomne form være en virkeliggørelse af bestræbelsen efter sandhed. Nietzsche mener vi kun kan få meningen tilbage ved at finde nye værdier, der ikke kommer fra fornuften, men i stedet fra en villet accept af verden. I stedet for gud som verdens grundlag opstiller Nietzsche tanken om den evige tilbagekomst af det samme, at alt allerede er sket uendeligt mange gange og vil gentage sig i det uendelige. Den, det lykkes at skabe nye værdier gennem en omvurderng af alle værdier er fremtidens menneske, overmennesket, der både er Antikrist, overvinder af gud såvel som antinihilist og betinger af intet. Det nye menneske drives af viljen til magt, udtrykt i begrebet amor fati (kærlighed til skæbnen.)

#### Heidegger
Ifølge Martin Heidegger skyldes nihilismen værensglemsel, og ser teknikken som udbredelse af nihilistisk tænkning. For Heidegger kan vi kun undslippe nihilismen ved at overvinde metafysikken.

#### Ray Brassier
I Nihil Unbound: Extinction and Enlightenment, skriver Ray Brassier at den nutidige filosofi har fortrængt den traumatiske viden om uddøen, og søger i stedet at finde mening i en verden, der er betinget af ideen om dens egen tilintetgørelse. Brassier kritiserer således både fænomenologi og hermeneutik, der forsøger at bygge meningen ind i verden. Idet han i stedet trækker på tænkere som Alain Badiou, François Laruelle, Paul Churchland, og Thomas Metzinger forsvarer han synspunktet, at verden er meningsløs i sig selv. I stedet for at undgå nihilismen mener Brassier, at vi skal omfavne den som sandheden om verden. Brassier konkluderer at universet har sit fundament i intet, men også at filosofien er "udslettelsens organ", at det kun er fordi at livet har sin egen udslettelse som betingelse, at der overhovedet findes tanker.

### Kritik af nihilismen
Karl Popper bestrider at livet helt kan være meningsløst, i det man selv kan skabe en mening med livet, således at kun dele af livet forbliver meningsløst.
Hans Jonas mener at årsagen til nihilismen skyldes manglen af en naturfilosofi, der er tilpasset den moderne naturvidenskab, og mener at en sådan godt kan udarbejdes.
Hermann Schmitz mener at nihilismen skyldes, at man i vesten har glemt kroppen, som Schmitz mener er grundlaget for al mening.

## Kulturelle manifestationer

### TV
Sitcom-serien Seinfeld ses ofte om en manifestation af nihilisme på TV. I serien beskrives Seinfeld som et "show om ingenting", de fleste af episoderne er om bagateller, og hovedpersonerne tenderer til at være amoralske. Denne følelse af absurditet, danner en ironisk form for humor.
Nic Pizzolatto, skaberen og forfatteren til TV-Serien True Detective, nævner i et interview Ray Brassiers Nihil Unbound som en indflydelse på TV-serien, sammen med Thomas Ligottis The Conspiracy Against the Human Race, Jim Crawfords Confessions of an Antinatalist, Eugene Thackers In The Dust of This Planet, og David Benatars Better Never To Have Been.

### Politik
Op til folketingsvalget 2007 blev der dannet et dansk parti ved navn Nihilistisk Folkeparti.

### Musik
Mange af 70'ernes punkere udtrykte en nihilistisk livsfilosofi i sange om ligegyldighed. Sex Pistols' nummer God Save The Queen indeholdte ordene no future ("ingen fremtid"), som blev slogan for arbejdsløse unge i slutningen af 70'erne. Et lignende slogan er med i filmen Terminator II, hvor Sarah Connor indridser no fate på et bord, under en drøm om verdens undergang.
Også i genrerne grunge og heavy metal, især black metal og death metal, har teksterne ofte nihilistiske emner.

## Primærtekster
- Brassier, Ray (2007), Nihil Unbound: Enlightenment and Extinction (London: Palgrave Macmillan, 2007)
- Heidegger, Martin (1982), Nietzsche, Vols. I-IV, trans. F.A. Capuzzi, San Francisco: Harper & Row.
- Ligotti, Thomas (2011): The Conspiracy Against the Human Race, Hippocampus Press, ISBN 0984480277
- Nietzsche, Friedrich (2002/1886), Hinsides godt og ondt, Det lille forlag, ISBN 9788790030988
- Nietzsche, Friedrich (1997/1887), Den muntre videnskab, Det lille forlag, ISBN 9788790030605
- Nietzsche, Friedrich (1980), Sämtliche Werken. Kritische Studienausgabe, ed. C. Colli and M. Montinari, Walter de Gruyter. ISBN 3-11-007680-2.
- Nietzsche, Friedrich (1999, 2. oplag 2003/1885), Således talte Zarathustra, Det lille forlag, ISBN 9788790030698
- Rosen, Stanley (2000), Nihilism: A Philosophical Essay, South Bend, Indiana: St. Augustine's Press (2nd Edition).
- Schopenhauer, Arthur: Pessimismens eksistensfilosofi. Udvalgte tekster. (2020). Books on Demand.
- Schmitz, Hermann: Nihilismus als Schicksal?, Bouvier, Bonn 1972.
- Williams, Peter S. (2005), I Wish I Could Believe in Meaning: A Response to Nihilism, Damaris Publishing.

## Sekundærtekster
- Carr, Karen (1992), The Banalisation of Nihilism, State University of New York Press.
- Cunningham, Conor (2002), Genealogy of Nihilism: Philosophies of Nothing & the Difference of Theology, New York, NY: Routledge.
- Carl Stief, Den Russiske Nihilisme – Baggrunden for Dostoevskijs roman "De Besatte", Festskrift fra Københavns Universitet, 1969.
- Fraser, John (2001), "Nihilism, Modernisn and Value", retrieved at December 2, 2009.
- Harper, Douglas, "Nihilism", in: Online Etymology Dictionary, retrieved at December 2, 2009.
- Marmysz, John (2003), Laughing at Nothing: Humor as a Response to Nihilism, Albany, NY: SUNY Press.
- Rose, Eugene Fr. Seraphim (1995), Nihilism, The Root of the Revolution of the Modern Age, Forestville, CA: Fr. Seraphim Rose Foundation.
- Giovanni, George di (2008), "Friedrich Heinrich Jacobi", The Stanford Encyclopedia of Philosophy, Edward N. Zalta (ed.). Retrieved on December 1, 2009.
- Gillespie, Michael Allen (1996), Nihilism Before Nietzsche, Chicago, IL: University of Chicago Press.
- Hibbs, Thomas S. (2000), Shows About Nothing: Nihilism in Popular Culture from The Exorcist to Seinfeld, Dallas, TX: Spence Publishing Company.
- Kuhn, Elisabeth (1992), Friedrich Nietzsches Philosophie des europäischen Nihilismus, Walter de Gruyter.
- Löwith, Karl (1995), Martin Heidegger and European Nihilism, New York, NY: Columbia UP.
- Müller-Lauter, Wolfgang (2000), Heidegger und Nietzsche. Nietzsche-Interpretationen III, Berlin-New York.
- Parvez Manzoor, S. (2003), "Modernity and Nihilism. Secular History and Loss of Meaning Arkiveret 20. februar 2004 hos  Wayback Machine", retrieved at December 2, 2009.
- Slocombe, Will (2006), Nihilism and the Sublime Postmodern: The (Hi)Story of a Difficult Relationship, New York, NY: Routledge.
- Villet, Charles (2009), Towards Ethical Nihilism: The Possibility of Nietzschean Hope, Saarbrücken: Verlag Dr. Müller.

## Eksterne links
- Engelsk side om Nihilisme af Freydis